# Смолник (Руше)
Смолник (словен. Smolnik) је насељено место у општини Руше, Подравска регија, Словенија.

## Историја
До територијалне реорганизације у Словенији био је у саставу старе општине Руше.

## Становништво
У попису становништва из 2011. године, Смолник је имао 334 становника.
| Број становника према пописима | Број становника према пописима | Број становника према пописима |
| ------------------------------ | ------------------------------ | ------------------------------ |
| 1991                           | 2002                           | 2011                           |
| 392                            | 345                            | 334                            |

## Галерија
- Похорје, раскршће на Клопном врху
- поглед са Клопног врха на Марибор